# Олег Зајцев
Олег Алексејевич Зајцев (рус. Олег Алексеевич Зайцев; Москва, 4. август 1939 − Москва, 1. март 1993) био је совјетски и руски хокејаш на леду, а потом и хокејашки тренер који је током играчке каријере играо на позицијама одбрамбеног играча. Био је Заслужни мајстор спорта Совјетског Савеза од 1966. године.
Као играч московског ЦСКА освојио је пет титула националног првака (у сезонама 1963−1966. и 1968), а у првенству Совјетског Савеза одиграо је 320 утакмица и постигао је 42 гола. Уврштен је на списак 34 најбоља хокејаша на леду Совјетског Савеза за 1964. годину.
За репрезентацију Совјетског Савеза играо је 4 сезоне и у том периоду одиграо укупно 73 утакмице уз учинак од 11 постигнутих голова. Са репрезентацијом је освојио и две титуле олимпијског победника (ЗОИ 1964. и ЗОИ 1968), 4 титуле светског и 4 титуле европског првака.
По окончању играчке каријере једно време је радио као тренер у хокејашком клубу МВД из Калињина.